# 미스 롯데
미스 롯데는 롯데그룹이 주최한 대한민국의 미인 대회이다.

## 유명 입상자
- 1977년 서미경
- 1978년 지예
- 1978년 원미경
- 1981년 김현주
- 1981년 안문숙
- 1981년 박경득 박경득은 남자 분인데요. 다시 한번 알아보시길 바랍니다.
- 임경옥